# Shepherd's pie
El shepherd's pie o cottage pie és un pastís de carn picada amb crosta o cobertura de puré de patata d'origen anglès.
La recepta té moltes variacions, però els ingredients que el defineixen són la carn vermella picada cuita en gravy o salsa amb ceba i coberta amb una capa de puré de patata abans de coure-la. De vegades s'afegeixen altres verdures al farcit, com pèsols, blat de moro dolç, api o pastanaga. El pastís de vegades també es gratina amb formatge ratllat per crear una capa de formatge fos per sobre.
El terme cottage pie ja s'utilitzava el 1791. El terme shepherd's pie no va aparèixer fins al 1854, i es va utilitzar inicialment com a sinònim de cottage pie, independentment que la carn fos de vedella o de xai. No obstant això, al Regne Unit des del segle XXI, el terme shepherd's pie s'utilitza més sovint quan la carn és xai.
Als primers llibres de cuina, el plat es dona com una forma d'utilitzar restes de carn rostida de qualsevol tipus, i el plat de pastís de carn es revestia als costats i al fons amb puré de patata, a més de tenir una crosta de puré de patata a la part superior.